# Scott Nunataks
Gli Scott Nunataks sono un gruppo di nunatak, picchi rocciosi isolati, situati 18 km a est del Ghiacciaio Richter  e che formano l'estremità settentrionale dei Monti Alessandra, nella Penisola di Edoardo VII, in Antartide. 
La formazione rocciosa fu scoperta nel 1902 nel corso della Spedizione Nimrod, la spedizione nazionale britannica in Antartide guidata dal capitano Robert Falcon Scott, e dallo stesso Scott denominata in onore del luogotenente Kristian Prestrud, leader gruppo con le slitte che seguiva il percorso est nella spedizione verso il Polo Sud dell'esploratore polare norvegese Roald Amundsen (1910-12), e che per primo era salito in cima ai nunatak durante l'esplorazione della Penisola di Edoardo VII nel 1911.